# Rhynchina brunneipalpia
Rhynchina brunneipalpia är en fjärilsart som beskrevs av M.Gaede. Rhynchina brunneipalpia ingår i släktet Rhynchina och familjen nattflyn. Inga underarter finns listade.